# Віртуальна приватна хмара
Віртуальна приватна хмара (англ. Virtual private cloud, VPC) — сконфігурований пул спільно використовуваних обчислювальних ресурсів, виділених у загальнодоступному хмарному середовищі, що забезпечує певний рівень відокремлення між різними організаціями (надалі позначаються як юзери), що використовують ресурси. Розмежування між певним користувачем VPC та всіма іншими користувачами тієї самої хмари (іншими користувачами VPC, а також іншими користувачами загальнодоступної хмари) досягається, як правило, шляхом виділення приватної IP-підмережі та віртуальної конструкції зв'язку (наприклад, VLAN або набору зашифрованих каналів зв'язку) на одного користувача. У VPC раніше описаний механізм, що забезпечує ізоляцію в хмарі, супроводжується функцією VPN (знову ж таки, виділеною для кожного користувача), яка забезпечує за допомогою аутентифікації та шифрування віддалений доступ організації до своїх ресурсів хмари. З введенням описаних рівнів ізоляції організація, що використовує цю послугу, фактично працює над віртуально приватною хмарою (тобто, як якби хмарна інфраструктура не була спільною для інших користувачів), а отже й назва «віртуальна приватна хмара».
Віртуальна приватна хмара найчастіше використовується в контексті хмарної інфраструктури як послуги. У цьому значенні надавач інфраструктури, що забезпечує базову хмарну інфраструктуру, та надавач, який реалізує послугу VPC над цією інфраструктурою, можуть бути різними надавачами.

## Реалізації
Amazon Web Services запустили Amazon Virtual Private Cloud 26 серпня 2009 року, що дозволяє підключити послугу Amazon Elastic Compute Cloud до застарілої інфраструктури через підключення віртуальної приватної мережі IPsec. У Amazon Web Services віртуальну приватну хмару можна використовувати безкоштовно, однак користувачі будуть платити за будь-які віртуальні приватні мережі (VPN), якими вони користуються. Екземпляри EC2 та RDS, що працюють у VPC, також можна придбати за допомогою «Reserved Instances», однак є обмеження на гарантовані ресурси.
IBM Cloud запустила IBM Cloud™ VPC 4 червня 2019 року, що дало початок новому поколінню інфраструктур IBM Cloud. Віртуальна приватна хмара, розроблена з нуля для робочих навантажень із хмарних технологій, забезпечує абсолютно новий досвід управління ресурсами обчислень, зберігання та мережевих ресурсів на основі віртуальних машин у приватному, безпечному просторі, який ви визначаєте. Ціни на IBM Cloud™ VPC застосовуються окремо для передачі даних в інтернеті, екземплярів віртуального сервера та блочного сховища, що використовується у вашому IBM Cloud VPC.
Ресурси Google Cloud Platform можна забезпечити, підключити та ізолювати у віртуальній приватній хмарі у всіх регіонах GCP. Із GCP VPC є глобальними ресурсами, а підмережі всередині цих VPC — регіональними ресурсами. Це дозволяє зв'язувати зони та регіони без додаткової мережевої складності, оскільки всі дані передаються, зашифрованими під час передачі та відпочинку, у власній глобальній приватній мережі Google. Політика управління ідентифікацією та правила безпеки дозволяють приватний доступ до керованих сховищем, великих даних та служб аналітики Google. VPC на Google Cloud Platform забезпечують безпеку центрів обробки даних Google.
Microsoft Azure пропонує можливість налаштування віртуальної приватної хмари за допомогою віртуальних мереж.